# アンダーフィル
アンダーフィルとは、集積回路の封止に用いられる液状硬化性樹脂の総称である。主にエポキシ樹脂を主剤としたコンポジットレジンが主流となる。

## 概要
ワイヤーボンディング、フリップチップボンディング等で基材へ一次実装された集積回路は、外力・応力に対して非常に脆弱で少々の力で容易に破断してしまうケースが多い。また湿度や温度に対しても弱く、そのままでは腐食などを起こしてしまう。
こういった問題の解決策として一般的な手法がアンダーフィリングで、用いられる液状硬化性樹脂をアンダーフィルと呼んでいる。

## 組成
一般的にはエポキシ樹脂を用いる。市販されるエポキシ樹脂は2液型と呼ばれ、主剤と硬化剤の2種を混合することで常温で硬化するが、アンダーフィルに用いられるエポキシ樹脂は1液型と呼ばれ、主剤と硬化剤を混ぜた状態で出荷されリフロー工程で硬化させるものが一般的である。
またエポキシ樹脂は熱膨張・収縮が激しく、場合によってはボンディングを破壊してしまい兼ねないため、コンポジットレジンとして線膨張係数の小さな酸化ケイ素のフィラーを含有させることが多い。
コンポジットレジンは歯科医療の用途に作られたもので、硬化物全体での線膨張係数が非常に小さく、温度変化に柔軟な対応が可能である。

## 備考
近年では、アンダーフィリングの工程を簡略化もしくは廃する目的で、ACFやACP、NCF、NCPといったものも開発されつつある。これらはフリップチップボンディングと同時にアンダーフィリングを行えるようになっている。

### 主なアンダーフィルメーカー
- パナソニック株式会社
- ナミックス株式会社
- 日立化成株式会社